# Tapera (Florianópolis)
Tapera é um bairro de Florianópolis, capital de Santa Catarina, localizado no sul da Ilha, próximo à base aérea da cidade, por isso também chamada Tapera da Base, que é o nome do distrito a qual o bairro pertence.
A Tapera possui uma das mais antigas colônias de pescadores do sul da ilha na Praia da Tapera, praia de baía interna e águas calmas. Nela também foi encontrado um grande sítio arqueológico, explorado por volta de 1962 a 1967. Conchas, carvão vegetal, machados polidos, batedores e amoladores, são alguns dos artefatos que hoje podemos ver no Museu do Homem do Sambaqui, no Centro de Florianópolis, provando que ela um dia serviu de moradia para os índios Carijós. A praia da Tapera possui uma pequena ilha que fica cerca de 200 m da faixa de areia, chamada Ilha das Laranjeiras.
Próximo a Tapera se localiza a Fazenda Experimental da Ressacada, que pertence a Universidade Federal de Santa Catarina (UFSC).